# والتر بروخ
والتر بروخ (بالألمانية: Walter Bruch)‏ هو مخترِع ومهندس ألماني، ولد في 2 مارس 1908 في نويشتات أن در فاينشتراسه في ألمانيا، وتوفي في 5 مايو 1990 في هانوفر في ألمانيا.

## وصلات خارجية
- والتر بروخ على موقع مونزينجر (الألمانية)